# Diễn hành hoa

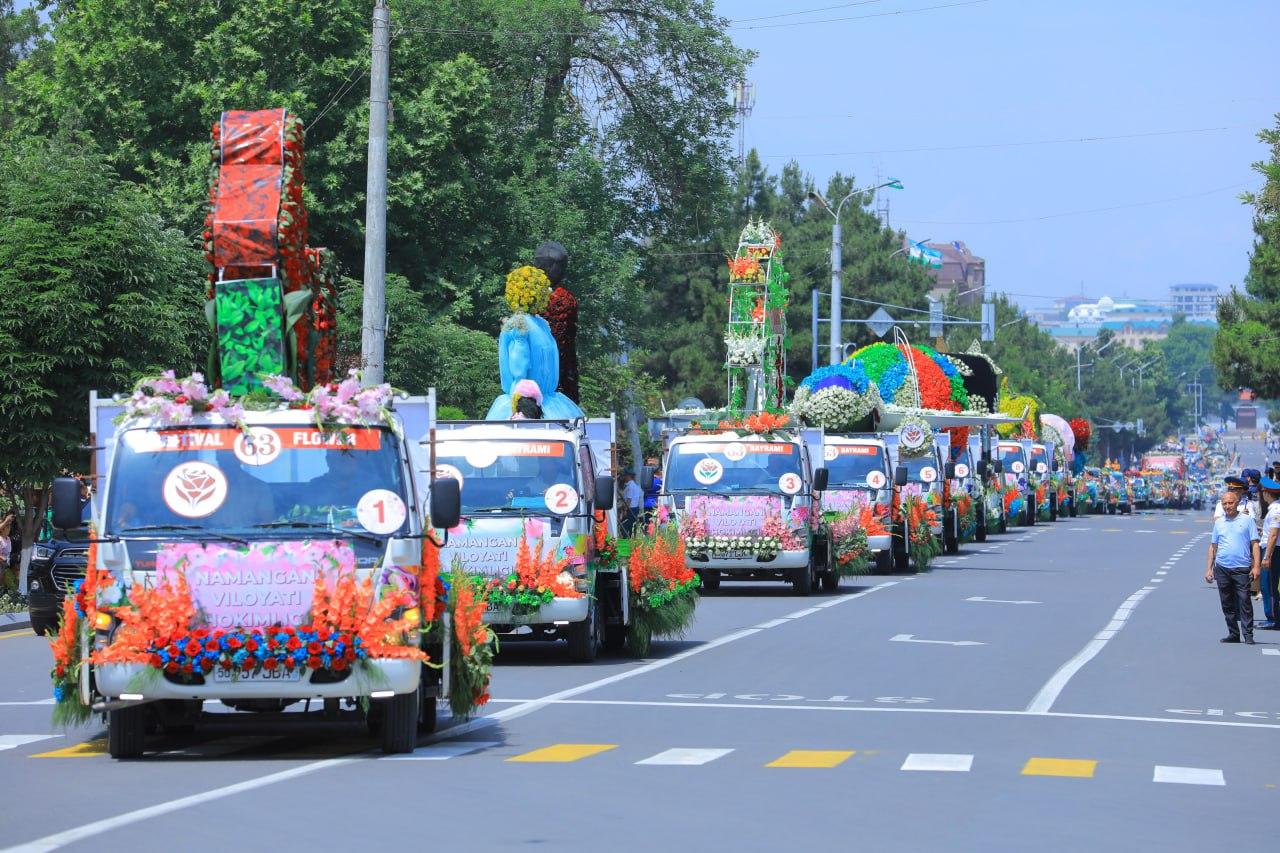
Một đoàn xe diễn hành hoa

Diễn hành hoa (Flower parade) đôi khi còn gọi là Lễ hội hoa là một cuộc diễu hành trong đó tưng bừng các loại xe hoa, xe cộ, thuyền hoa đầy màu sắc ngát hương với đông đảo du khách và người tham gia, trong những lễ hội này có các các loại thú cưng và những thứ khác được trang trí hoặc phủ đầy hoa. Một cuộc diễn hành hoa có những yếu tố khác như ban nhạc diễu hành và mọi người trong trang phục hóa trang (tiệc hóa trang), trang phục đường phố nô nức tham gia hưởng ứng. Các cuộc diễu hành hoa được tổ chức ở một số quốc gia, nhiều quốc gia trong số đó chào mừng sự sắp tới của các mùa, đặc biệt là mùa hoa nở. Cuộc diễu hành hoa lâu đời nhất có từ những năm 1800. Văn hóa diễu hành hoa và hội chợ trái cây ở Hà Lan được ghi nhận vào Danh sách Di sản văn hóa phi vật thể đại diện quốc tế của nhân loại (UNESCO Intangible Cultural Heritage Lists) của Tổ chức văn hóa thế giới (UNESCO).

## Lễ hội

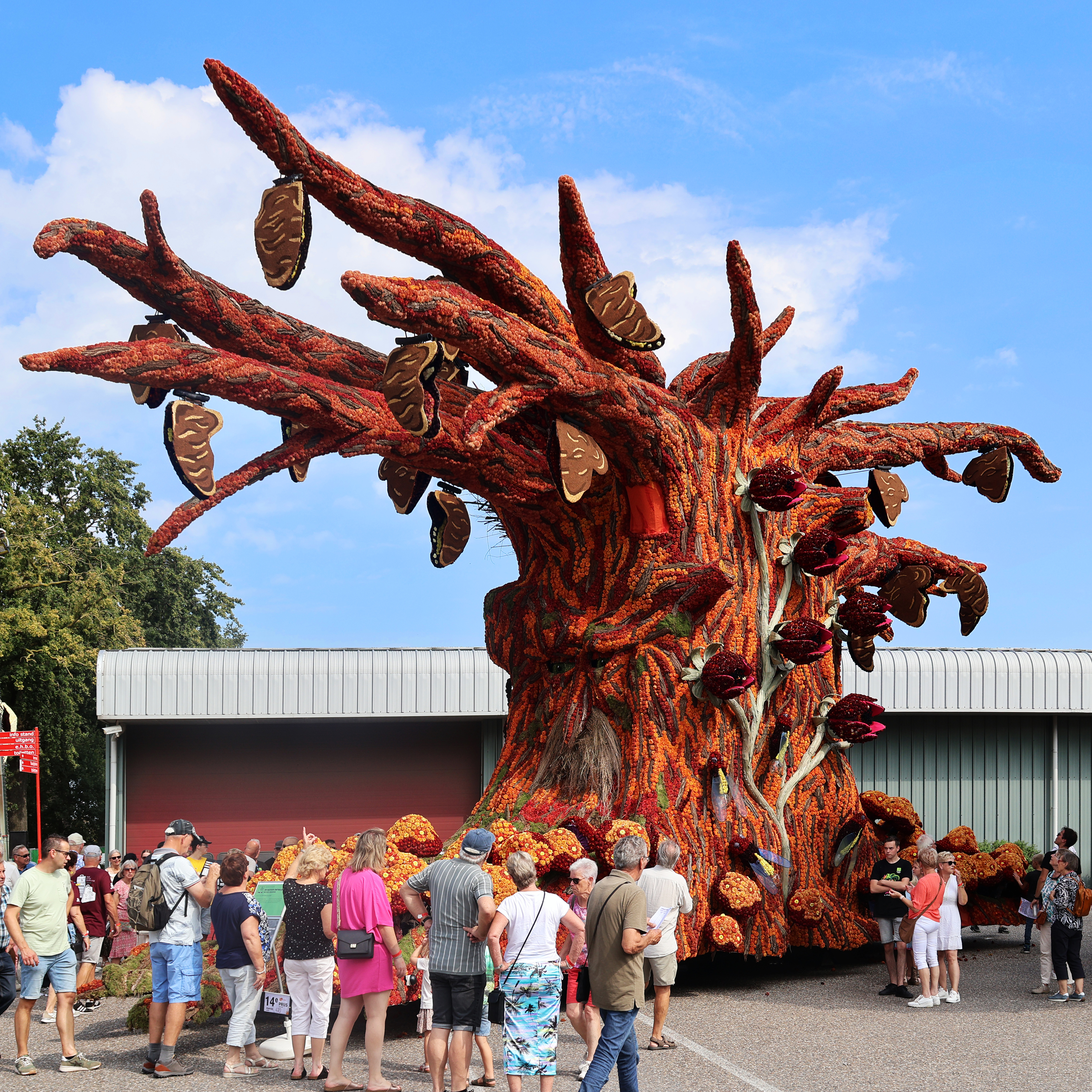
Tạo tác tại một lễ hội hoa

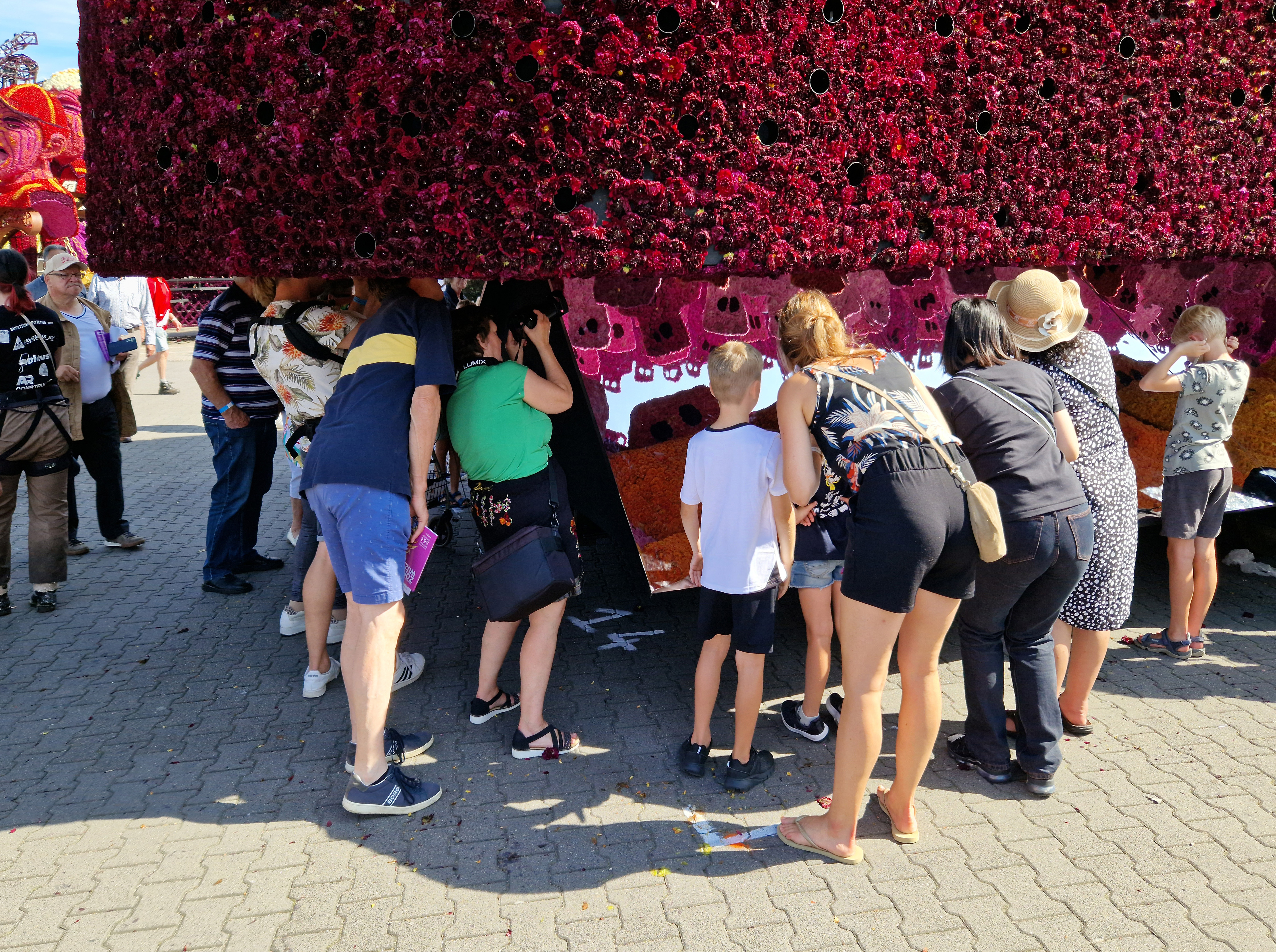
Tham quan các tác phẩm làm từ hoa

- Lễ hội hoa Alexandra (Alexandra, New Zealand). Đánh dấu sự xuất hiện của mùa xuân và để tuyên dương tinh thần cộng đồng của thị trấn Alexandra. Bắt đầu từ tháng 3 năm 1957, Phòng Thương mại Alexandra Junior đã đề xuất tổ chức lễ hội trong một tuần vào tháng 9 và số tiền thu được từ lễ hội kéo dài một tuần sẽ được dùng để tài trợ cho các bể bơi mới[2].
- Lễ hội hoa tulip Tesselar (Silvan, Victoria) là lễ hội hoa tulip được tổ chức vào mỗi mùa xuân và bắt đầu vào năm 1954 tại Silvan, Victoria, một thị trấn ở Úc[3]. Điểm tham quan du lịch này trưng bày hơn 120 loại hoa tulip trên một trang trại rộng 55 mẫu Anh ở Dandenong Ranges. Các trang trại và lễ hội được thành lập bởi những người nhập cư Hà Lan là Cees và Johanna Tesselaar khi họ đến đây vào năm 1939. Lễ hội tiếp tục thu hút thêm nhiều khách du lịch hơn mỗi năm khi nó phát triển.
- Lễ diễu hành hoa Grand Central, Lễ hội hoa Toowoomba[4] (Toowoomba, Queensland)
- Bloemencorso là Lễ diễu hành hoa, diễn ra tại Hà Lan.
- Lễ hội Corsos fleuris được tổ chức tại một số thị trấn ở Pháp, bao gồm Saumur, Firminy, Luchon và Selestat. Thị trấn Selestat tổ chức lễ diễu hành xe hoa phủ hoa thược dược và chủ đề của xe hoa thay đổi hàng năm[5].
- Chiến trường hoa Jersey (Quần đảo Eo biển) với cuộc diễu hành đầu tiên được tổ chức vào năm 1902 để vinh danh Lễ đăng quang của Vua Edward VII và Nữ hoàng Alexandra[6]. Tên gọi "Chiến trường hoa" bắt nguồn từ truyền thống ném những bông hoa và cánh hoa đã xé ra cho một người phụ nữ trong đám đông với hy vọng nhận lại một bông hoa[6]
- Lễ diễu hành hoa Spalding (Anh)[7]. Nguồn gốc của cuộc diễu hành có từ những năm 1920[8]. Cuộc diễu hành hoa cuối cùng Spalding được tổ chức trong 55 năm cho đến năm 2013[8].
- Laredo, có nghĩa là Chiến dịch hoa (Batalla de flores de Laredo) ở Tây Ban Nha là cuộc diễu hành được tổ chức quanh Alameda Miramar, nằm trong công viên trung tâm của Laredo. Cuộc diễu hành bắt đầu vào tháng 8 năm 1908 và được cho là lễ kỷ niệm tạm biệt mùa hè[9].
- Tại Valencia có cuộc diễn hành mang tên Virgen de los Desamparados (Trinh nữ bị bỏ rơi)[10]. Trong lễ hội này, người ta dâng hoa cho Virgen de los Desamparados. Đây là một truyền thống từ năm 1945 và kéo dài trong hai ngày tại Plaza De La Virgen[11]. Nhiều lễ vật là những giỏ đầy hoa hoặc lễ vật mang tính ẩn dụ[11].
- Tại Madeira có Lễ hội hoa Festa da Flor Bồ Đào Nha. Lễ hội này đã được tổ chức từ năm 1979 và là lễ kỷ niệm mùa xuân sắp tới[12]. Hiện nay, sự kiện này được tổ chức tại thành phố Funchal, Bồ Đào Nha từ ngày 23 tháng 4 đến ngày 24 tháng 5[13]. Có một số hoạt động và nghi lễ diễn ra trong lễ hội: Lễ "Bức tường hy vọng" diễn ra tại Praça do Município với sự tham gia của hàng nghìn trẻ em mặc trang phục truyền thống để xây dựng một bức tường đầy hoa trang trí, ý nghĩa của lễ hội là kêu gọi hòa bình trên thế giới[13]. Trong buổi lễ, trẻ em thả chim bồ câu và biểu diễn cho người qua đường xem[13]. "Cuộc diễu hành ngụ ngôn" bắt đầu vào ngày 3 tháng 5 và là nơi các xe diễu hành được trang trí bằng nhiều loại hoa khác nhau[13]. Buổi "Hòa nhạc hoa" (Flower Concerts) được tổ chức từ ngày 14 đến ngày 17 tháng 5 tại các khu vườn trên đảo Madeira[13]. Mục đích của bốn hoạt động âm nhạc này là duy trì sự giải trí và lễ hội[13]. Từ ngày 21 đến ngày 24 tháng 5 là thời điểm diễn ra Lễ hội hoa Madeira cuối cùng và "Tác phẩm điêu khắc hoa" được trưng bày tại Avenida Sá Carneiro, ngay cạnh Bến tàu Funchal[13].
- Ventimiglia có sự kiện Trận chiến hoa[14].
- Cuộc diễu hành Giải đấu Hoa hồng (Pasadena, California). Cuộc diễu hành đầu tiên diễn ra vào năm 1890, nơi các thành viên của Câu lạc bộ săn bắn Valley là những nhà tài trợ đầu tiên của Giải đấu Hoa hồng[15]. Ngựa được trang trí bằng một đoàn diễu hành đầy hoa và các hoạt động giải trí bao gồm đua xe ngựa, đấu thương, chạy bộ và kéo co. Vào khoảng những năm 1920, cuộc diễu hành lần thứ 31 đã giới thiệu những chiếc xe hoa chạy bằng động cơ, sau đó trở thành cuộc diễu hành được biết đến hiện nay. Biệt thự Wrigley được William Wrigley Jr. tặng cho Thành phố Pasadena để sử dụng làm trụ sở của Giải đấu Hoa hồng vào năm 1959. Cuộc diễu hành hoa hồng hiện được tổ chức vào ngày 1 tháng 1 hàng năm hoặc thường được gọi là Ngày đầu năm mới. Cuộc diễu hành kéo dài dọc theo Đại lộ Colorado. Có bốn loại mục nhập vào cuộc diễu hành: Xe hoa trang trí hoa thông qua một công ty, thành phố hoặc tổ chức phi lợi nhuận tham gia, các đơn vị cưỡi ngựa, ban nhạc và Mục nhập giải đấu[15].
- Lễ hội hoa Chiang Mai (Chiang Mai, Thái Lan) được tổ chức trong ba ngày đầu tiên của tháng 2. Thành phố được gọi là "Hoa hồng phương Bắc" vì các lễ hội đầy màu sắc và lễ hội hoa. Có một số hoạt động để tham gia hoặc xem như; Nữ hoàng lễ hội hoa, triển lãm hoa giải thưởng và các dự án cảnh quan[16].
- Lễ hội Panagbenga (Baguio, Philippines), xuất phát từ Panagbenga có nghĩa là "mùa nở hoa", cuộc diễu hành có các loài hoa tôn vinh tinh thần của thành phố Baugio và các vũ công với trang phục được trang trí bằng hoa[17].